# Partido Farroupilha
Partido Farroupilha foi um partido político brasileiro que congregou os dissidentes gaúchos que mais tarde lideraram a Revolução Farroupilha.
O partido foi fundado em 1832, pelo tenente Luís José dos Reis Alpoim, deportado do Rio para Porto Alegre. O grupo se encontrava na casa do major João Manuel de Lima e Silva, sede também da Sociedade Continentino.
O objetivo do partido era criar a federação, desenvolver o nacionalismo e proclamar a república.
Em 24 de outubro de 1833, os farroupilhas promoveram um levante contra a instalação da Sociedade Militar em Porto Alegre.
Na primeira eleição para a Assembleia Legislativa, em 7 de abril de 1835, fez a maioria no Legislativo do Rio Grande do Sul.